# Площа Іспанії (Рим)

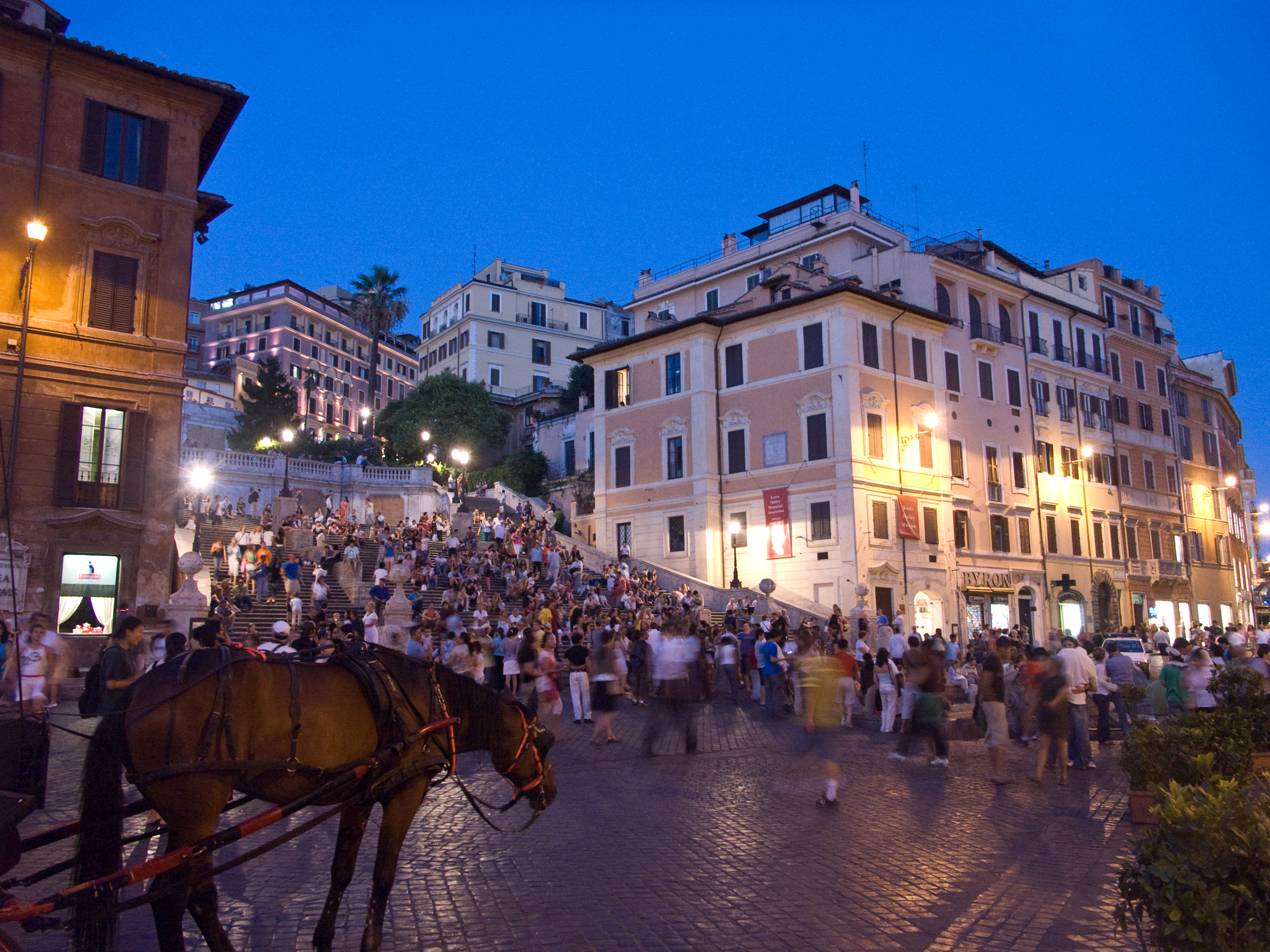
Площа Іспанії ввечері

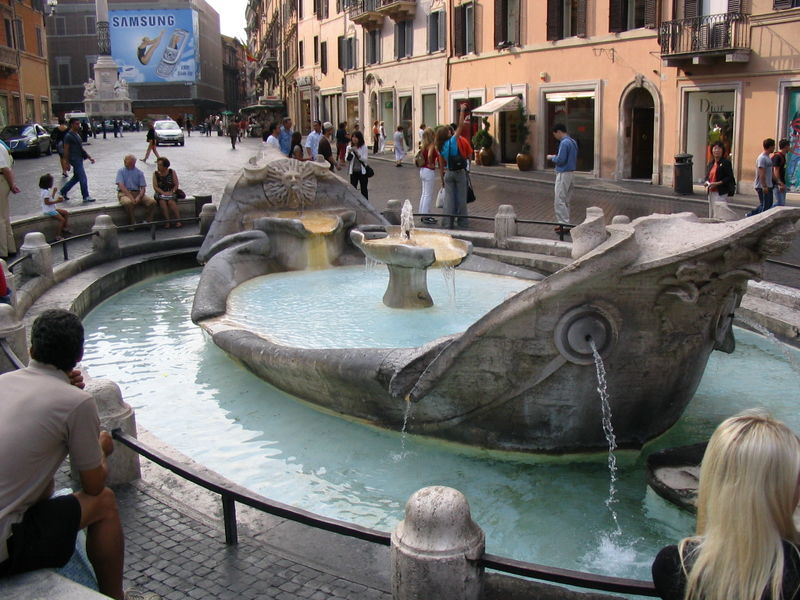
Баркачча П'єтро Берніні

41°54′21.42″ пн. ш. 12°28′55.41″ сх. д. / 41.9059500° пн. ш. 12.4820583° сх. д.
Площа Іспанії (італ. Piazza di Spagna) — площа в центрі Риму, в районі Campo Marzio. Площа одержала свою назву по розташованому на ній іспанському посольству до Святого Престолу. Площа являє собою 2 нерівних трикутники. У північній частині площі розташовані Іспанські сходи і церква Триніта-дей-Монті, перед сходами розташований Фонтан Баркачча у вигляді човна роботи П'єтро Берніні. У південній частині площі з 1620 року знаходиться Палаццо ді Спанья (італ. Palazzo di Spagna), перед палаццо стоїть Colonna dell'Immacolata — «колона Непорочної», зведена у 1854 році Пієм IX на честь проголошення догми про непорочне зачаття. На самому південному краю площі розташована Будівля Конгрегації — Палаццо ді пропагадна Фіде (Palazzo di Propaganda Fide), що належить Конгрегації євангелізації народів Римської Курії, побудована Лоренцо Берніні та Франческо Борроміні. Площа Іспанії є центром римського кварталу моди. Найвідоміші італійські модні марки представлені на Via Condotti, яка починається біля площі.